# Сомосиера
Сомосиера (на испански: Somosierra) е селище в централна Испания, част от автономната област Мадридска общност. Населението му е около 80 души (2018).
Разположено е на 1434 метра надморска височина в планината Сиера де Гуадарама, на 49 километра североизточно от Сеговия и на 80 километра северно от Мадрид. През 1808 година, по време на Полуостровната война, при селото се състои битката при Сомосиера.